# August von Heeringen
August von Heeringen (* 26. November 1855 in Kassel; † 29. September 1927 in Berlin) war ein deutscher Admiral und Chef des Admiralstabs.

## Leben
August war der zweite Sohn des kurhessischen Oberhofmarschalls und Theaterintendanten Josias von Heeringen (1809–1885) und dessen Ehefrau Karoline, geborene von Starkloff (1817–1871). Sein älterer Bruder Josias von Heeringen (1850–1926) war der spätere preußische Kriegsminister. August von Heeringens Ehefrau stammte aus dem Adelsgeschlecht Unruh.
Heeringen trat am 18. April 1872 in die Kaiserliche Marine ein und war lange Zeit der engste Mitarbeiter des Staatssekretärs des Reichsmarineamts Alfred von Tirpitz. Mit Tirpitz gemeinsam entwickelte er ab 1894 die Leitlinien für eine „effektive“ Propaganda bei der Schaffung günstiger Voraussetzungen zur Durchsetzung der deutschen Flottenrüstung in Politik, Staat und Öffentlichkeit. Damit war er ab 1896 zuständig für die „Public-Relations-Arbeit“ des Flottenbauprogramms.
Die extra dafür im Reichsmarineamt geschaffene Institution war die Nachrichtenabteilung (N), dass dem Staatssekretär Alfred von Tirpitz direkt unterstellt wurde. Heeringen war ab Oktober 1897 der erster Vorstand, Mitinitiator und Hauptakteur beim Aufbau dieser Propaganda- und Nachrichtenstelle der Kaiserlichen Marine. Um sich von vornherein nicht in ständiger Konkurrenz mit der Vielzahl anderer, bestehender Nachrichtenbüros zu befinden, war die Order an ihn gegangen, sich in erster Linie auf die marinerelevanten Informationen zu konzentrieren. Das gelang aber nicht immer wie gefordert. Dabei war am schwierigsten, die angestrebten Position gegenüber dem Auswärtigen Amt durchzusetzen, denn nur diese Institution allein hatte zu dieser Zeit das Recht dem Kaiser Wilhelm II. Pressemeldungen direkt vorlegen zu dürfen. Das Hauptziel des Nachrichtenbüros bestand in den ersten Jahren im Sammeln und Aufarbeiten von Informationen über die Kaiserliche Marine zur Weitergabe an die Tagespresse, Zeitschriften und andere Nachrichtenorganisationen, so unter anderem das Wolf´sche Telegrafenbüro (WTB), das zu den Hauptkooperationspartnern zählte. Nach und nach konnte das gezielt entwickelte Netzwerk auch auf einzelne Institutionen des Reichstages und vor allem aber auf Pressestellen ausgewählter Unternehmen ausgedehnt werden. Hier waren es vor allem Unternehmen der Schwerindustrie, an der Spitze die Unternehmensgruppe Friedrich Krupp AG und die Thyssen-Krupp AG. Von ihnen stammte auch der Hauptteil der Sponsorengelder für den Betrieb der Nachrichtenstelle. In den ersten beiden Jahren waren im Büro zwei Marineoffiziere und wenige Sachbearbeiter angestellt. Neben dem Leiter gehörte Eduard von Capelle (1855–1931) anfangs zum festen Personal. Erst in seiner Blütezeit zwischen 1899 und 1901 betrug die Anzahl der Marineoffiziere fünf, die hauptsächlich im Bereich des Lesedienstes eingesetzt waren. Im Jahre 1900 wurden insgesamt, je nach Erscheinungsform, 63 publizistische Organe, dazu gehörten Tageszeitungen, Wochenblätter, Monatszeitschriften und unregelmäßig herausgegebene Depeschendienste, ausgewertet. Erst ab 1900 ging das Nachrichtenbüro stärker dazu über auch eigene Publikationen, gemeinsam mit Verlagen, Marineliteratur und Periodika zu maritimen Themen herauszugeben. Dabei bedienten sie sich externer Wissenschaftler, die auf Honorarbasis oder über abgedeckte Sponsorenfinanzierungen in die Arbeit, auch des Lesedienstes, einbezogen wurden. Dazu gehörten vor allem die beiden Nationalökonomen Prof. Ernst Levy von Halle (1868–1909) und Prof. Max Sering (1857–1939), die kurzerhand wegen ihres externen Wirkens als die „Flottenprofessoren“ bezeichnet wurden. Auch aktive Seeoffiziere wurden zur Publizierung der Tirpitzschen Flottenpläne in die Arbeit mit einbezogen, teils zur Verbreiterung der Öffentlichkeitsarbeit, teils zur Darstellung der praktischen Seiten der Marinepolitik. Hier jedoch gab es immer wieder Beispiele, dass höhere Marineoffiziere, die durch ihre Beiträge oder Artikel die angestrebte Einheitlichkeit oder den Heroismus in der Außendarstellung der Kaiserlichen Flotte untergruben, strengen Disziplinierungen unterworfen wurden.
Das Nachrichtenbüro unter Heeringen schöpfte bereits in seiner Aufbauphase eine recht breite Palette von Beeinflussungsmöglichkeiten, dem Volk, der Politik und dem Parlament die Flottenrüstungen schmackhaft zu machen, aus. Dabei war die Hauptzielgruppe das gebildete und besitzende Bürgertum, das sich in ihren Organisationsformen wie Parteien und Verbänden, in ihren Wirtschaftspositionen und den Beamtenstrukturen für eine offensivere Flottenpolitik beeinflussen lassen konnte. Der Reichstag aber, darüber war man sich immer deutlicher bewusst geworden, fällte letztendlich das Urteil über die politische Strategie und die Finanzierung der überdimensionierten Flottenpolitik. Er muss, so von Heeringens Auffassung, so hofiert und gefüttert werden, „als ob der Reichstag derjenige ist, der Alles macht“, zumindest sollte es ihm so erscheinen. Nach der Verabschiedung des 2. Flottengesetzes 1900 ließ die Wirksamkeit des Nachrichtenbüros deutlich nach, damit änderte sich auch der Stellenwert der Institution innerhalb des Reichsmarineamtes. Das Personal wurde wieder auf „nur“ zwei Marineoffizier heruntergefahren und es wurden Stimmen laut, die von einer zunehmenden Abgeschnittenheit des Büros von den wirklich brisanten Informationen resümierten. Dazu kam als weiterer Umstand, dass nach heftigem Druck des Admiralstabschefs Otto von Diederichs (1843–1918) von Tirpitz einlenken und die Einrichtung eines Nachrichtenbüros (N) ab 1900 auch beim Admiralstab zuzulassen musste. Damit war auf dem Sektor der Informationsbeschaffung innerhalb der Kaiserlichen Marine eine zweite Institution entstanden, die sich aber zuvorderst als Nachrichtenbüro (N) für das Ausland verstand.
Als Kapitän zur See wechselte Heeringen Anfang Oktober 1900 nach drei Jahren als Vorstand des Nachrichtenbüros als Kommandant auf die Baden. Ende März gab er das Kommando ab und trat die Ausreise nach Shanghai an, um das Kommando über das Linienschiff Wörth zu übernehmen. Nach seiner Rückkehr nach Deutschland war ab Ende November 1901 in der Folge Kommandant der Sachsen und der Kaiser Karl der Große. Vom 1. Oktober 1902 bis zum 21. September 1903 folgte eine Verwendung als Chef des Stabes im Stab des I. Geschwaders. Anschließend wurde er als Vorstand der Militärischen Abteilung erneut in das Reichsmarineamt versetzt, war ab Juni 1905 Direktor des Allgemeinen Marinedepartements und wurde in dieser Stellung am 7. Juli 1907 zum Konteradmiral befördert. Zugleich war Heeringen stellvertretender Bevollmächtigter zum Bundesrat. Von Oktober 1907 bis September 1910 war er Befehlshaber der Aufklärungsschiffe der Hochseeflotte, wurde zwischenzeitlich im September 1909 Vizeadmiral und stand anschließend zur Verfügung des Chefs der Marinestation der Ostsee. Von 14. März 1911 bis 1. April 1913 fungierte er als Chef des Admiralstabs  und war dadurch Teilnehmer am Kriegsrat vom 8. Dezember 1912. Zeitgleich war sein Bruder Josias von Heeringen seit 1909 preußischer Kriegsminister. Anschließend war Admiral (seit 27. Januar 1913) Heeringen ab dem 13. April 1913 Chef der Marinestation der Nordsee. Seine Ablösung durch Hugo von Pohl hatte ausschließlich personaltaktische Gründe. Er wurde am 15. Juli 1914 zur Disposition und gleichzeitig à la suite des Seeoffizierskorps gestellt.
1912 analysierte er die strategische Lage der deutschen Flottenentwicklung hellsichtig: Wenn der Engländer sich wirklich auf Fernblockade mit konsequenter Zurückhaltung seiner Schlachtflotte verlegt, kann die Rolle unserer schönen Hochseeflotte im Kriege eine sehr traurige werden. Im August 1914 trat diese Situation dann tatsächlich ein.
August von Heeringen verstarb am 29. September 1927 in Berlin.

## Auszeichnungen
- Roter Adlerorden I. Klasse mit Eichenlaub[14]
- Kronenorden I. Klasse[14]
- Ritterkreuz des Königlichen Hausordens von Hohenzollern[14]
- Preußisches Dienstauszeichnungskreuz[14]
- Ritterkreuz I. Klasse des Ordens vom Zähringer Löwen[14]
- Komtur II. Klasse des Verdienstordens Philipps des Großmütigen[14]
- Waldecksches Verdienstkreuz II. Klasse[14]
- Komtur II. Klasse des Friedrichs-Ordens[14]
- Ritterkreuz des Ordens Kalākauas[14]
- Ritterkreuz der Hl. Mauritius und Lazarus[14]
- Offizierskreuz des Ordens der Eichenkrone[14]
- Komtur II. Klasse des Sankt-Olav-Ordens[14]
- Russischer Orden der Heiligen Anna II. Klasse[14]